# Arsenalspalatset

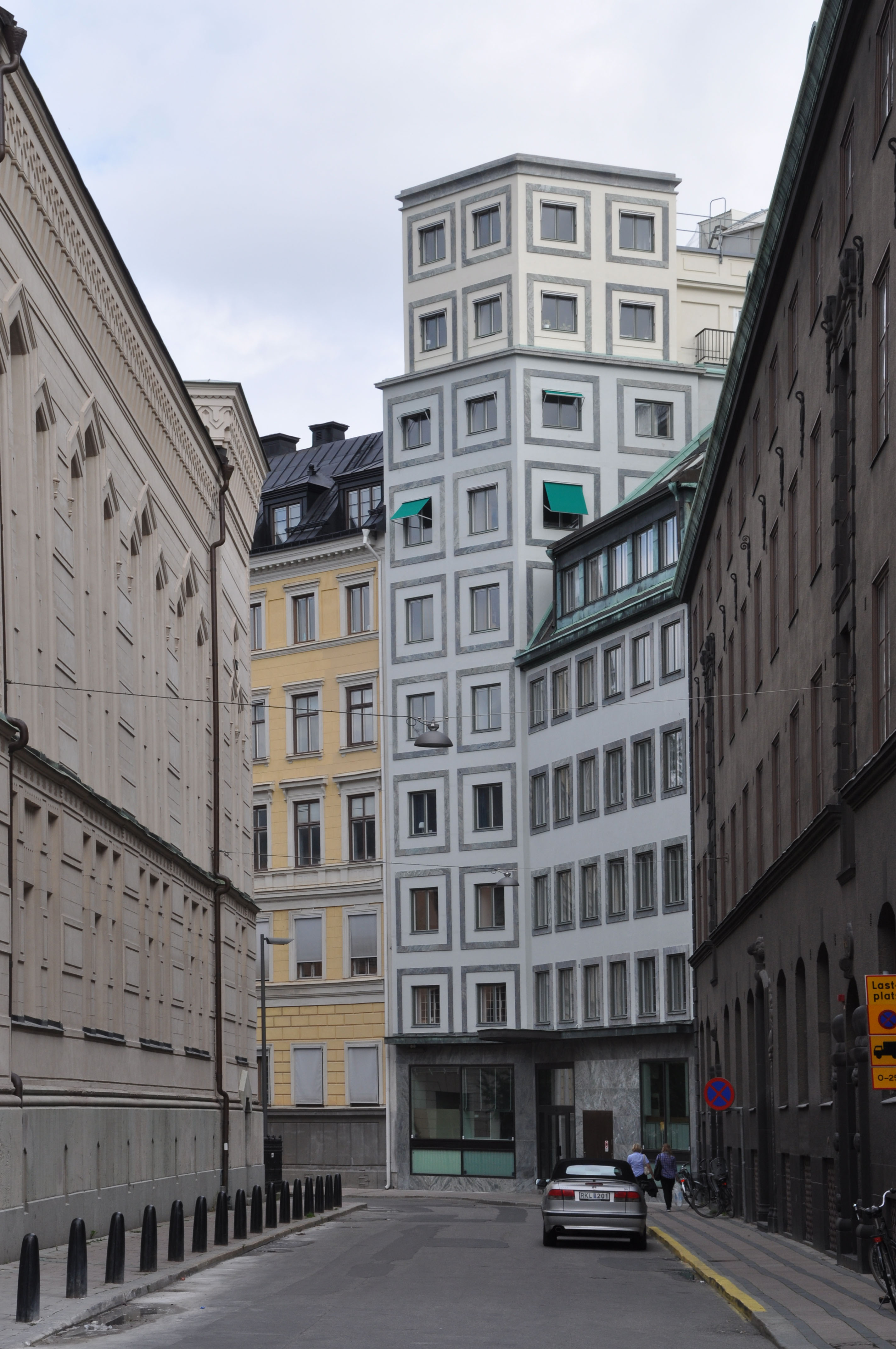
Arsenalspalatset mot Wahrendorffsgatan

Arsenalspalatset är en byggnad på Norrmalm i centrala Stockholm. Kontorsbyggnaden ritades av arkitekten Björn Hedvall och uppfördes 1931-1934. Mot Arsenalsgatan vetter en långsträckt modernistisk fasad med fönsterband. Karaktären är annorlunda mot Wahrendorffsgatan där ett tio våningar högt torn i puts och marmorband reser sig vid gatans brytning. Ursprungligen var hela fasaden mot Arsenalsgatan marmorklädd.
Byggnaden har "grönklassats" av Stockholms stadsmuseum vilket innebär att den är "särskilt värdefull från historisk, kulturhistorisk, miljömässig eller konstnärlig synvinkel".